# Coeficiente fenólico
El coeficiente fenólico o de fenol, es un valor experimental que da una medida de la actividad bactericida de un compuesto químico en relación con  la capacidad biocida del fenol. El coeficiente de fenol es ahora en gran parte de interés histórico, aunque los principios en que se basa todavía son usados. Por ejemplo, el método Rideal-Walker, introducido en 1903 da un coeficiente Rideal-Walker y el método del U.S. Department of Agriculture da un coeficiente del Departamento de Agricultura de EE. UU.
El método estandarizado para obtener el valor del coeficiente fenólico, es una modificación de la técnica de dilución en tubo, en la cual se prepara una serie de tubos conteniendo cada uno 5 ml de diferentes diluciones del desinfectante. A la vez se prepara una segunda serie de tubos que contengan diferentes diluciones de fenol. Cada tubo de las dos series se inocula con 0,5 ml de un cultivo de 24 horas del microorganismo utilizado como prueba (cepas específicas de Salmonella typhi o Staphylococcus aureus). A los 5, 10 y 15 minutos se recoge una cantidad alícuota de cada tubo que se inocula en otro tubo que contenga medio de cultivo estéril.
Estos tubos inoculados se incuban durante 24 a 48 horas y se observa el crecimiento del microorganismo (aparición de turbidez). La mayor dilución del desinfectante que mate a los microorganismos en 10 minutos pero no los mate en 5 minutos se divide por la dilución mayor de fenol que dé los mismos resultados. 
El número obtenido es el coeficiente fenólico de ese desinfectante

## Historia
El test Rideal–Walker fue ampliamente utilizado, pero las condiciones de ensayo elegidas no eran realistas, y sus valores imposibles de alcanzar por los fabricantes de desinfectantes. El distinguido bacteriólogo sir Ashley Miles, revisando el tema, describe el ensayo como «... en el mejor de los casos una groseramente sobre-simplificada respuesta a un problema difícil y, en el peor, poco menos que una prostitución bacteriológica».
Se hicieron modificaciones por Dame Harriette Chick y Sir Charles James Martin en 1908, utilizando condiciones más realistas, incluyendo un 3% de heces estériles para imitar las condiciones en las que se utilizaban muchos desinfectantes. La prueba de Chick-Martin fue entonces ampliamente utilizada hasta que fue reemplazada por pruebas más adecuadas que no dependen del fenol y que reflejan las condiciones en las que se utilizan los desinfectantes modernos.